# Frederik de Groot
Frederik Percy de Groot (Bilthoven, 23 mei 1946) is een Nederlands acteur.

## Biografie
De Groot groeide op in Bilthoven en was leerling van de Werkplaats van Kees Boeke. Tijdens zijn middelbareschooljaren ontwikkelde hij een passie voor toneelspelen en hockey. Na zijn schoolperiode deed hij acteerervaring op bij een toneelvereniging. Hij studeerde af in 1972 aan de Amsterdamse Toneelschool.

### Carrière
De Groot maakte in 1973 zijn televisiedebuut in de rol van Nick in Edward Albees Wie is er bang voor Virginia Woolf? met onder anderen André van den Heuvel en Kitty Jansen. Hij speelde in onder meer de speelfilm Pastorale 1943 en de televisieseries Vrouwenvleugel, Medisch Centrum West en Unit 13. In 1986 had hij een gastrol in de Britse serie Dempsey and Makepeace. In 2006 speelde De Groot in de jeugdfilm Sinterklaas en het Uur van de Waarheid. Hij herhaalde deze rol in de film Sinterklaas en het Geheim van het Grote Boek uit 2008. In dat jaar speelde hij een gastrol in Flikken Maastricht. In 2010 was De Groot te zien in de film Verloren Jaren.
De Groot is ook stemacteur. Hij was te horen als de Nederlandse Voldemort in verscheidene Harry Potter-films. In Canada is hij bekend door zijn jarenlange medewerking aan reclamespots, zowel in het Engels als in het Frans.
De Groot schreef twee boeken: Groots acteren in 3 stappen (2009) en De vergeten gelofte (2011), een 'psychologisch mechaniek in autobiografische vorm'.
In 2018 nam hij deel aan de voorrondes van The Voice Senior. Medio 2019 was hij te zien als Ben in de Family7-serie Welterusten Pa.

### Persoonlijk
De Groot is in 1997 getrouwd met Marja Bakker en heeft drie kinderen. Zijn dochter Genevieve Gaunt uit zijn relatie met actrice Fiona Gaunt speelde Patty Park in de Harry Potter-film Harry Potter en de Gevangene van Azkaban. 
In 2013 bekeerde hij zich tot het christendom. In 2016 was De Groot te gast in het tv-programma Thuis van Jan van den Bosch, waarin hij uitgebreid inging op zijn bekering.

## Filmografie

### Films
- Amsterdam 700 (miniserie, 1975) – Samule de Rosa
- A Bridge Too Far (1977) – SS-officier
- Pastorale 1943 (1978) – Johan Schults
- Het beste deel (televisiefilm, 1978)
- Grijpstra & De Gier (1979) – Simon Cardozo
- Het verboden bacchanaal (1981) – Evert Toebosch
- Te gek om los te lopen (1981) – Alex
- Verdachte omstandigheden (televisiefilm, 1981) – Rol onbekend
- De stilte rond Christine M. (1982) – advocaat
- Caught (1987) – Jacques
- Kunst en Vliegwerk (1989) – Projectontwikkelaar
- The Care of Time (televisiefilm, 1990) – Rol onbekend
- In the Shadow of the Sandcastle (1990) – Rol onbekend
- Ava & Gabriel: A Love Story (1990) – Pieter van Knippenfeld
- Harry Potter (2001-2011) - Stem van Heer Voldemort
- Sinterklaas en het Uur van de Waarheid (2006) – Inspecteur Jankers
- Sinterklaas en het Geheim van het Grote Boek (2008) – Inspecteur Jankers
- Sinterklaas en de Verdwenen Pakjesboot (2009) – Inspecteur Jankers
- Sinterklaas en het Pakjes Mysterie (2010) – Inspecteur Jankers
- Verloren jaren (2010) – Studieleider Regie
- Sinterklaas en het Raadsel van 5 December (2011) – Inspecteur Jankers
- Joris en Boris en het Geheim van de Tempel (2012) – Inspecteur Jankers

### Televisie
- Wie is er bang voor Virginia Woolf? (televisiefilm, 1973) – Nick
- Een mens van goede wil (televisieserie, 1973) – Maurice
- Zoon van het oude volk (televisiefilm, 1974) – Rol onbekend
- Klaverweide (televisieserie) – Frits (afl. Niet onder de sneeuw, 1975)
- Ons goed recht (televisieserie) – Rol onbekend (afl., Met vakantie, 1979)
- De fabriek (televisieserie) – Jan van Gorkom (13 afl., 1981-1982)
- Kanaal 13 (televisieserie) – Platenplugger van Single Sound (afl. Wat is er met opa?, 1983; Een beetje verliefd, 1983)
- Herenstraat 10 (televisieserie) – Peter van Laar (7 afl., 1983-1984)
- Auf Achse (televisieserie) – Rol onbekend (afl. Mimi, 1986)
- De Appelgaard (televisieserie) – René (8 afl., 1985-1986)
- Dempsey & Makepeace (televisieserie) – Olaf Schram (afl. The Prizefighter, 1986)
- Moordspel (televisieserie) – Jan Vrijland (afl. Vermist op zee, 1987)
- Star Cops (televisieserie) – Hans Diter (afl. An Instinct for Murder, 1987)
- Drowning in the Shallow End (televisiefilm, 1990) – Nederlandse man
- De Brug (miniserie, 1990) – Ir. Staalmans
- Boon (televisieserie) – Peter (afl. Tales from the River Bank, 1990)
- 12 steden, 13 ongelukken (televisieserie) – Berend (afl. De zangwedstrijd (Amersfoort), 1990)
- De lemmings (televisieserie) – Rol onbekend (afl. Japie, 1991)
- Medisch Centrum West (televisieserie) – Stefan Volkel (15 afl., 1992)
- Oppassen!!!" (televisieserie) - Hondenpsychiater (afl. "Aanstelleritis",	1993)
- Vrouwenvleugel (televisieserie) – Adriaan Wagenaar (17 afl., 1994)
- Bureau Kruislaan (televisieserie) – Guus Bals (39 afl., 1993-1995)
- M'n dochter en ik (televisieserie) – Belastinginspecteur (afl. Belasting-inspectie, 1996)
- The Little Riders (televisiefilm, 1996) – Vader Hugo
- Unit 13 (televisieserie) – Ben Govers (35 afl., 1996-1998)
- De plantage (televisieserie) – Acteur (afl. 26 september 1999)
- De aanklacht (televisieserie) – Bernard van Nietveld (afl. De zaak: Smalhoekziekenhuis, 2000)
- Baantjer (televisieserie) – Karel Stam (afl. De Cock en de bedrogen moordenaar, 2000)
- In de praktijk (televisieserie) – Dokter Felix van Traa (afl. onbekend, 2000)
- Westenwind (televisieserie) – Ambassadeur Timmer (afl. De vuile oorlog, 2001)
- Zes minuten (televisieserie) – Regisseur Frans (afl. 24 december 2004)
- Onderweg naar morgen (televisieserie) – Koen Ligthart (afl. onbekend, 2004)
- Spoorloos verdwenen (televisieserie) – Blauw (afl. De verdwenen moeder, 2006)
- Flikken Maastricht (televisieserie) – Clemence Vinceroy (afl. De bestorming, 2008)
- Welterusten Pa (televisieserie) – Ben (2019)